# Claude Michely
Claude Michely (Esch-sur-Alzette, Luxemburgo; 8 de octubre de 1959 – 1 de noviembre de 2023)fue un ciclista luxemburgués especialista en ciclismo de ruta y ciclocrós que logró el tercer lugar en el Campeonato Mundial de Ciclocrós y doce títulos nacionales, además de participaciones en la Vuelta a España 1985 y el Giro de Italia 1984.

## Equipos
| Periodo   | Equipo                       |
| --------- | ---------------------------- |
| 1982      | Gios                         |
| 1983      | Gios-Clément                 |
| 1984      | Gianni Motta-Linea MD Italia |
| 1985      | Xerox–Philadelphia Lasers    |
| 1985      | Verago-Bimsport              |
| 1986-1987 | Verago-Blacky-Krabo          |
| 1988-1989 | Gigi Design-Verago           |
| 1990      | Knarp-Kneip                  |
| 1991-1992 | Free Sports-AGF              |
| 1992      | Peters Sport                 |

## Logros

### Ciclismo de Ruta
- Campeonato de Luxemburgo de Ciclismo en Ruta (1): 1985

### Ciclocrós
- Campeonato de Luxemburgo de Ciclocrós (12): 1979, 1980, 1981, 1982, 1983, 1984, 1985, 1986, 1987, 1988, 1989, 1990

### Individual
- Deportista Luxemburgués del Año en 1985.

## Muerte
Michely murió de un ataque cardíaco el 1 de noviembre de 2023 a los 64 años.